# Museo Iconográfico del Quijote
El Museo Iconográfico del Quijote es un recinto museístico del estado de Guanajuato, México. Fue fundado en 1987 por el coleccionista Eulalio Ferrer, poseedor de una colección de distintos tipos de piezas de diferentes artistas, con motivos alusivos a la principal obra de Miguel de Cervantes, Don Quijote de la Mancha. También es la sede del Coloquio Cervantino Internacional de forma anual.

## Historia
El 16 de octubre de 1987, tras el acuerdo celebrado entre la Fundación Cervantina de Eulalio Ferrer y el Gobierno del Estado de Guanajuato, en el que se cedió la colección a este último, fundándose el 6 de noviembre de 1987 por Felipe González y Miguel de la Madrid el Museo Iconográfico del Quijote, el cual en ese momento contaba con un acervo de 538 piezas.

## Acervo
El museo custodia en su colección distintas piezas de arte y artesanía cuya temática gira en torno a la figura del Quijote y al resto de los personajes de la novela de Miguel de Cervantes. Estos se componen de pinturas, grabados, esculturas en bronce, entre otros soportes. Estas se encuentran divididas en 16 salas.